# ديسكفر (مجلة)
ديسكفر (بالإنجليزية: Discover magazine)‏ هي مجلة علمية أمريكية شهرية، تأسست في أكتوبر عام 1980 على يد مؤسسة تايم الأمريكية. تقوم ديسكفر بنشر المقالات حول العلوم المختلفة للجمهور العام. وتم بيعها إلى فاميلي ميديا، مالكة مجلة هيلثي، في عام 1987. ثم اشترتها شركة والت ديزني عندما ابتعدت فاميلي ميديا عن الأمور التجارية عام 1991. وفي أكتوبر من عام 2005، تم بيع ديسكفر إلى شركتين من الشركات الاستثمارية. وشغل بوب جوتشيوني، مؤسس مجلتي سبين وجير، منصب الرئيس التنفيذي في أول عامين، ثم تبعه هنري دوناهو. ثم بِيعت بعد ذلك في عام 2010 إلى كالمباش للنشر، وحاليا يرأسها رئيس التحرير، كوري باول.